# ダグラス・ショウ・藤崎
ダグラス・ショウ・藤崎（ダグラス・ショウ・ふじさき、日本名：藤崎将、1983年 - ）は日本の実業家。広島県出身。

## 来歴
広島県廿日市市出身。父がアメリカ人、母が日本人のハーフである。18歳の頃より、英会話教室の手伝いを始め、現在は自身が主宰となっている。
2010年より、漬物屋である「藤崎屋」を開業。広島県の吉和地区や佐伯浅原地区の野菜を使った漬物を販売している。
2017年7月、前オーナーより運営を引き継ぎ宿泊施設「ペンションあんばらんす」を9月にオープン。同年、廿日市市が紹介する『はつかいち人』の第22弾に出演し、「まさか自分が宿泊業をするとは思わなかった。」と話した。
2024年には、広島県公式交流サイト『日刊わしら』で公開されている『エッセーひろしま』にて、1日の食事の回数や内容へのイメージや体験談を綴ったエッセーが掲載された。

## 執筆
- 3食食べることへのイメージ（エッセーひろしま、2024年） - 清古尊編。